# Хихонский международный кинофестиваль
Хихонский международный кинофестиваль (астур. Festival Internacional de Cine de Xixón или Ficxixón) — ежегодный кинофестиваль, проводимый в Хихоне, городе на северо-западе Испании.

## История
Фестиваль был создан в 1963 году. Изначально это была инициатива городского совета Хихона в сотрудничестве с Caja de Ahorros de Asturias (Cajastur). Обе организации сотрудничают с фестивалем: первая - в качестве организатора, а вторая - как спонсор.
В первый год его проведения фестиваль назывался Certamen Internacional de Cine y TV Infantil (Международный конкурс детского кино и телевидения). С 1964 по 1968 год он сохранял то же название, однако последняя часть "Infantil" (детского) была заменена на "для детей". С 1969 по 1976 год данная последняя часть была убрана из названия фестиваля. С 1977 по 1978 год фестиваль получил название Certamen Internacional de Cine para la Infancia y la Juventud (Международный конкурс кино для детей и подростков). Хотя в 1986 году в названии фестиваля появилась часть "Международный кинофестиваль в Хихоне", только в 1988 году это стало его официальным названием. Каждый год фестиваль назначает Молодежное жюри, состоящее из подростков в возрасте от 17 до 25 лет.
Нынешний директор, Алехандро Диас Кастаньо, был избран в 2017 году после открытого тендера вместо Начо Карбальо. В мае 1996 года была основана компания Entidad Mercantil Artístico-Musical Teatro Municipal Jovellanos de Gijón, S.A., отвечающая за организацию мероприятия совместно с городским советом, которая позже изменила свое название на Divertia S.A.. Это учреждение отвечает за деятельность театра, департамент праздников и организацию кинофестиваля.
На протяжении многих лет фестиваль посещали такие профессионалы независимого кинематографа, как Аббас Киаростами, Аки Каурисмяки, Тодд Хейнс, Педру Кошта, Пол Шредер, Жуан Сезар Монтейру, Сэйдзюн Судзуки, Джем Коэн, Кеннет Энгер, Ульрих Зайдль, Хэл Хартли, Лукас Мудиссон, Цай Минлян, Клер Дени, Тодд Солондз, Бертран Бонелло, Апичатпонг Вирасетакул, Уит Стиллман, Эжен Грин и Филипп Гаррель.
Международный кинофестиваль в Хихоне включает в себя также серию мероприятий, (напр., курсы, панельные дискуссии, интервью "Вопросы и ответы" и ежедневные концерты, а также вечеринки с живой музыкой). С 2017 года он организует серию мероприятий для профессионалов под названием FICX Industry Days.
Фестиваль присуждает различные призы в своих конкурсных секциях и участвует в других инициативах с целью продвижения астурийского кинематографа. Решение о присуждении наград принимается международным жюри (в состав входят не менее 5 профессионалов из разных стран), молодым жюри (50 молодых людей в возрасте от 17 до 26 лет) и, с 2005 года, жюри ФИПРЕССИ.

## Премия Начо Мартинеза
С 2002 года международный кинофестиваль в Хихоне награждает национальной премией (названа в честь «Начо Мартинеса») людей, которые внесли значительный вклад в киноиндустрию. Награда представляет собой уникальную скульптуру, созданную Хайме Эрреро.
- 2002 - актер Хуан Эчанове[4]
- 2003 - режиссер Гонсало Суарес[5]
- 2004 - актер Эусебио Понсела[6]
- 2005 - актриса Ассумпта Серна
- 2006 - актриса Марибель Верду[7]
- 2007 - Мариса Паредес[8]
- 2008 - актриса Мерседес Сампьетро[9]
- 2009 - актриса Анхела Молина[10]
- 2010 - актриса Чаро Лопез[11]
- 2011 - режиссер и сценарист Мончо Армендарис[12]
- 2012 - режиссер Луис Сан Нарцисо[3]
- 2013 - актер Кармело Гомес[13]
- 2014 - актер Иманоль Ариас[14]
- 2015 - актер Хосе Сакристан[15]
- 2016 - актер и театральный директор Луис Омар[16]
- 2017 - актриса Вероника Форке[17]

## Внешние ссылки
- Official site